# ミッドサマーフェア
ミッドサマーフェア (英: Midsummer Fair) は、日本の競走馬。馬名の意味は「夏至祭」。おもな勝ち鞍は2012年フローラステークス。

## 経歴

### 2011年
10月9日の東京の新馬戦芝1800m戦。先行するもクビ差での2着に惜敗。その後の2戦も人気になるも2着、5着に敗れる。

### 2012年〜2014年
1月14日の中山の未勝利戦芝1600m。直線差しきって初勝利となった。このあと、初重賞となったクイーンカップは後方からの競馬となり、直線追い詰めるも6着に敗れる。このあと中山の500万下の黄梅賞は3着に惜敗。阪神に遠征しての500万下の君子蘭賞は2着に3馬身1/2差の圧勝で2勝目となった。そしてオークストライアルのフローラステークスは前に付けて、直線抜け出して3勝目と重賞初制覇を飾った。H.H.シェイク・モハメドがJRAの馬主資格を取得して初の重賞制覇であった。オークスでは1番人気に支持され、道中中団に控えたが直線で伸びきれず13着に敗れた。レース後の5月22日に左前繋靱帯炎を発症、北海道浦河町の三嶋牧場に放牧に出されることとなった。7月29日のクイーンステークスは中団追走し直線追い込んだものの3着惜敗した。10月14日の秋華賞は調子が戻らず、11着に敗れた。
古馬になってからは1勝もできず、2014年7月3日付けで競走馬登録を抹消された。

### 引退後
引退後の2015年より北海道沙流郡日高町のダーレー・ジャパン・ファームにて繁殖牝馬となる。
2015年11月、イギリスへ輸出された。

## 競走成績
| 年月日     | 競馬場 | 競走名           | 格      | 頭数 | オッズ （人気） | オッズ （人気） | 着順 | 騎手     | 斤量 | 距離（馬場）  | タイム （上り3F） | タイム 差 | 勝ち馬/（2着馬）     |
| ---------- | ------ | ---------------- | ------- | ---- | --------------- | --------------- | ---- | -------- | ---- | ------------- | ----------------- | --------- | -------------------- |
| 2011.10.09 | 東京   | 2歳新馬          |         | 9    | 08.3            | （3人）         | 2着  | 武豊     | 54   | 芝1800m（良） | 1:53.8（33.5）    | -0.0      | サトノグロリアス     |
| 0000.10.30 | 東京   | 2歳未勝利        |         | 9    | 04.4            | （2人）         | 2着  | 武豊     | 54   | 芝1800m（良） | 1:47.4（35.0）    | -0.2      | ストローハット       |
| 0000.12.17 | 中山   | 2歳未勝利        |         | 16   | 02.6            | （1人）         | 5着  | 柴田善臣 | 54   | 芝1600m（良） | 1:35.4（36.2）    | -0.4      | パララサルー         |
| 2012.01.14 | 中山   | 3歳未勝利        |         | 16   | 03.8            | （2人）         | 1着  | 柴田善臣 | 55   | 芝1600m（良） | 1:34.4（34.9）    | -0.4      | （ストラスペイ）     |
| 0000.02.11 | 東京   | クイーンC        | GIII    | 16   | 10.7            | （5人）         | 6着  | 柴田善臣 | 54   | 芝1600m（良） | 1:37.2（33.4）    | -0.6      | ヴィルシーナ         |
| 0000.03.03 | 中山   | 黄梅賞           | 500万下 | 12   | 02.7            | （2人）         | 3着  | 柴田善臣 | 54   | 芝1600m（重） | 1:38.1（34.9）    | -0.0      | ホーカーテンペスト   |
| 0000.03.24 | 阪神   | 君子蘭賞         | 500万下 | 16   | 02.2            | （1人）         | 1着  | 四位洋文 | 54   | 芝1800m（重） | 1:49.7（36.2）    | -0.6      | （クッカーニャ）     |
| 0000.04.22 | 東京   | フローラS        | GII     | 18   | 02.3            | （1人）         | 1着  | 蛯名正義 | 54   | 芝2000m（良） | 2:02.0（33.4）    | -0.4      | （アイスフォーリス） |
| 0000.05.20 | 東京   | 優駿牝馬         | GI      | 18   | 03.3            | （1人）         | 13着 | 蛯名正義 | 55   | 芝2400m（良） | 2:25.6（36.4）    | 02.4      | ジェンティルドンナ   |
| 0000.07.29 | 札幌   | クイーンS        | GIII    | 14   | 06.6            | （4人）         | 3着  | 蛯名正義 | 51   | 芝1800m（良） | 1:47.3（34.6）    | 00.1      | アイムユアーズ       |
| 0000.10.14 | 京都   | 秋華賞           | GI      | 18   | 028.0           | （5人）         | 11着 | 蛯名正義 | 55   | 芝2000m（良） | 2:01.1（33.6）    | 00.7      | ジェンティルドンナ   |
| 0000.12.02 | 中山   | ターコイズS      | OP      | 16   | 06.5            | （3人）         | 07着 | 蛯名正義 | 55   | 芝1600m（良） | 1:33.7（34.1）    | -0.3      | サウンドオブハート   |
| 0000.12.15 | 中京   | 愛知杯           | GIII    | 18   | 10.2            | （5人）         | 12着 | 武豊     | 55   | 芝2000m（稍） | 2:04.8（34.6）    | -1.2      | エーシンメンフィス   |
| 2013.04.20 | 福島   | 福島牝馬S        | GIII    | 15   | 19.4            | （6人）         | 08着 | 蛯名正義 | 55   | 芝1800m（良） | 1:47.2（34.9）    | -0.8      | オールザットジャズ   |
| 0000.05.18 | 東京   | メイS            | OP      | 18   | 13.6            | （7人）         | 10着 | 田辺裕信 | 54   | 芝1800m（良） | 1:46.2（34.0）    | -1.0      | タムロスカイ         |
| 0000.06.09 | 阪神   | マーメイドS      | GIII    | 14   | 19.9            | （8人）         | 08着 | 武豊     | 55   | 芝2000m（良） | 2:00.3（35.1）    | -0.9      | マルセリーナ         |
| 0000.10.14 | 東京   | 府中牝馬S        | GII     | 13   | 67.2            | （11人）        | 10着 | 内田博幸 | 54   | 芝1800m（良） | 1:49.1（32.3）    | -0.3      | ホエールキャプチャ   |
| 0000.11.10 | 京都   | エリザベス女王杯 | GI      | 18   | 58.7            | （15人）        | 11着 | 福永祐一 | 56   | 芝2200m（重） | 2:17.2（34.4）    | -0.6      | メイショウマンボ     |
| 0000.12.01 | 中山   | ターコイズS      | OP      | 12   | 12.1            | （6人）         | 03着 | 蛯名正義 | 55   | 芝1600m（良） | 1:33.7（34.2）    | -0.1      | レイカーラ           |
| 2014.01.25 | 京都   | 京都牝馬S        | GIII    | 16   | 17.4            | （7人）         | 04着 | 四位洋文 | 54   | 芝1600m（良） | 1:33.3（33.4）    | -0.3      | ウリウリ             |
| 0000.03.16 | 中山   | 東風S            | OP      | 16   | 07.3            | （5人）         | 03着 | 蛯名正義 | 53   | 芝1600m（良） | 1:35.2（34.6）    | -0.3      | シャイニープリンス   |
| 0000.04.26 | 福島   | 福島牝馬S        | GIII    | 16   | 10.8            | （6人）         | 14着 | 柴田善臣 | 54   | 芝1800m（良） | 1:48.3（35.8）    | -1.3      | ケイアイエレガント   |
| 0000.06.01 | 京都   | 安土城S          | OP      | 13   | 17.6            | （7人）         | 12着 | 武幸四郎 | 53   | 芝1400m（良） | 1:21.4（33.1）    | -0.9      | ウイングザムーン     |
| 0000.06.29 | 東京   | パラダイスS      | OP      | 13   | 19.7            | （9人）         | 09着 | 江田照男 | 54   | 芝1400m（稍） | 1:23.2（34.8）    | -0.7      | ミトラ               |

## 繁殖成績
|       | 馬名               | 生年   | 性 | 毛色   | 父                | 馬主         | 厩舎                           | 戦績                  | 出典   |
| ----- | ------------------ | ------ | -- | ------ | ----------------- | ------------ | ------------------------------ | --------------------- | ------ |
| 初仔  | ミッドサマーハウス | 2016年 | 牝 | 青毛   | ハーツクライ      | ゴドルフィン | 栗東・鮫島一歩                 | 20戦1勝（引退・繁殖） | [ 4 ]  |
| 2番仔 | サマーエモーション | 2017年 | 牝 | 鹿毛   | Dubawi            | ゴドルフィン | 栗東・大久保龍志               | 11戦2勝（引退・繁殖） | [ 5 ]  |
| 3番仔 | サマートゥリスト   | 2018年 | 牝 | 黒鹿毛 | Dubawi            | ゴドルフィン | 栗東・藤原英昭                 | 14戦4勝（引退・繁殖） | [ 6 ]  |
| 4番仔 | ダイモンジ         | 2019年 | 牡 | 黒鹿毛 | Teofilo           | ゴドルフィン | 栗東・高柳瑞樹                 | （未出走・引退）      | [ 7 ]  |
| 5番仔 | ユハンヌス         | 2020年 | 牡 | 黒鹿毛 | Frankel           | ゴドルフィン | 栗東・大久保龍志               | 16戦3勝（現役）       | [ 8 ]  |
| 6番仔 | ホットサマーナイト | 2021年 | 牝 | 鹿毛   | Dubawi            | ゴドルフィン | 栗東・藤原英昭 →園田・新子雅司 | 8戦0勝（引退）        | [ 9 ]  |
| 7番仔 | サマースピリット   | 2022年 | 牝 | 青鹿毛 | Invincible Spirit | ゴドルフィン | 美浦・国枝栄                   | 3戦0勝（現役）        | [ 10 ] |

- 2025年4月17日現在

## 血統表
| ミッドサマーフェアの血統                            | ミッドサマーフェアの血統                                                                  | ミッドサマーフェアの血統                                                                  | （血統表の出典）                                                                          | （血統表の出典） |
| 父系                                                | ロベルト系                                                                                | ロベルト系                                                                                | ロベルト系                                                                                |                  |
| 父 タニノギムレット 1999 鹿毛                       | 父の父* ブライアンズタイム Brian's Time 1985 黒鹿毛                                       | Roberto                                                                                   | Hail to Reason                                                                            | Hail to Reason   |
| 父 タニノギムレット 1999 鹿毛                       | 父の父* ブライアンズタイム Brian's Time 1985 黒鹿毛                                       | Roberto                                                                                   | Bramalea                                                                                  |                  |
| 父 タニノギムレット 1999 鹿毛                       | 父の父* ブライアンズタイム Brian's Time 1985 黒鹿毛                                       | Kelley's Day                                                                              | Graustark                                                                                 | Graustark        |
| 父 タニノギムレット 1999 鹿毛                       | 父の父* ブライアンズタイム Brian's Time 1985 黒鹿毛                                       | Kelley's Day                                                                              | Golden Trail                                                                              |                  |
| 父 タニノギムレット 1999 鹿毛                       | 父の母タニノクリスタル 1988 栗毛                                                          | * クリスタルパレス                                                                        | Caro                                                                                      | Caro             |
| 父 タニノギムレット 1999 鹿毛                       | 父の母タニノクリスタル 1988 栗毛                                                          | * クリスタルパレス                                                                        | Hermieres                                                                                 |                  |
| 父 タニノギムレット 1999 鹿毛                       | 父の母タニノクリスタル 1988 栗毛                                                          | * タニノシーバード                                                                        | Sea-Bird                                                                                  | Sea-Bird         |
| 父 タニノギムレット 1999 鹿毛                       | 父の母タニノクリスタル 1988 栗毛                                                          | * タニノシーバード                                                                        | Flaxen                                                                                    |                  |
| 母 * ストロベリーフェア Strawberry Fair 2001 青鹿毛 | 母の父Kingmambo 1990 鹿毛                                                                 | Mr. Prospector                                                                            | Raise a Native                                                                            | Raise a Native   |
| 母 * ストロベリーフェア Strawberry Fair 2001 青鹿毛 | 母の父Kingmambo 1990 鹿毛                                                                 | Mr. Prospector                                                                            | Gold Digger                                                                               |                  |
| 母 * ストロベリーフェア Strawberry Fair 2001 青鹿毛 | 母の父Kingmambo 1990 鹿毛                                                                 | Miesque                                                                                   | Nureyev                                                                                   | Nureyev          |
| 母 * ストロベリーフェア Strawberry Fair 2001 青鹿毛 | 母の父Kingmambo 1990 鹿毛                                                                 | Miesque                                                                                   | Pasadoble                                                                                 |                  |
| 母 * ストロベリーフェア Strawberry Fair 2001 青鹿毛 | 母の母* ストームソング Storm Song 1994 鹿毛                                               | Summer Squall                                                                             | Storm Bird                                                                                | Storm Bird       |
| 母 * ストロベリーフェア Strawberry Fair 2001 青鹿毛 | 母の母* ストームソング Storm Song 1994 鹿毛                                               | Summer Squall                                                                             | Weekend Surprise                                                                          |                  |
| 母 * ストロベリーフェア Strawberry Fair 2001 青鹿毛 | 母の母* ストームソング Storm Song 1994 鹿毛                                               | Hum Along                                                                                 | Fappiano                                                                                  | Fappiano         |
| 母 * ストロベリーフェア Strawberry Fair 2001 青鹿毛 | 母の母* ストームソング Storm Song 1994 鹿毛                                               | Hum Along                                                                                 | Minstress                                                                                 |                  |
| 母系(F-No.)                                         | (FN:1-o)                                                                                  | (FN:1-o)                                                                                  | (FN:1-o)                                                                                  | [ § 2 ]          |
| 5代内の近親交配                                     | Nashua 5×5、Mr.Prospector 3･5（母内）、Graustark 4･5（父内）、Northern Dancer 5･5（母内） | Nashua 5×5、Mr.Prospector 3･5（母内）、Graustark 4･5（父内）、Northern Dancer 5･5（母内） | Nashua 5×5、Mr.Prospector 3･5（母内）、Graustark 4･5（父内）、Northern Dancer 5･5（母内） | [ § 3 ]          |
| 出典                                                | 1. 2. 3.                                                                                  | 1. 2. 3.                                                                                  | 1. 2. 3.                                                                                  | 1. 2. 3.         |

- 半妹フィアスプライド（父ディープインパクト）は2023年ターコイズステークス勝ち馬。
- 祖母ストームソングは、フリゼットステークス、BCジュヴェナイルフィリーズの勝ち馬。
- そのほかの近親に大阪杯勝ちなどがあるサンライズペガサス、アイリッシュセントレジャー2勝のオーダーオブセントジョージがいる。詳細はフライアーズカース#主なファミリーラインを参照。